# Alfred Nau

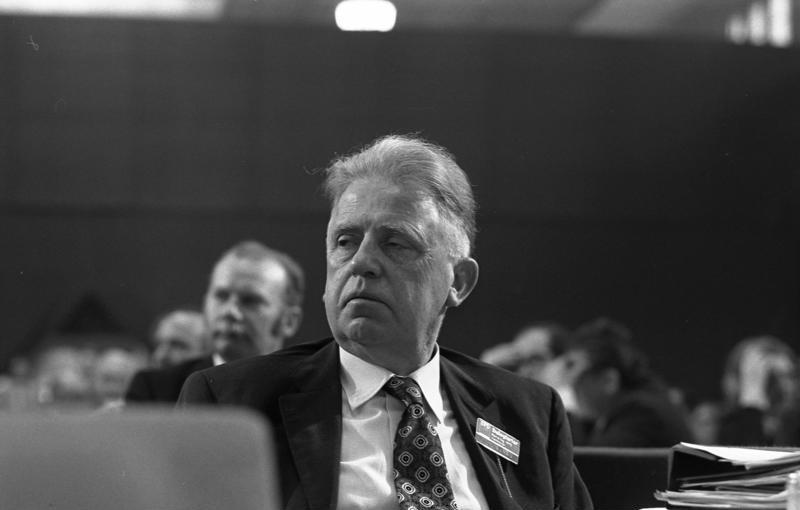
Alfred Nau, 1973

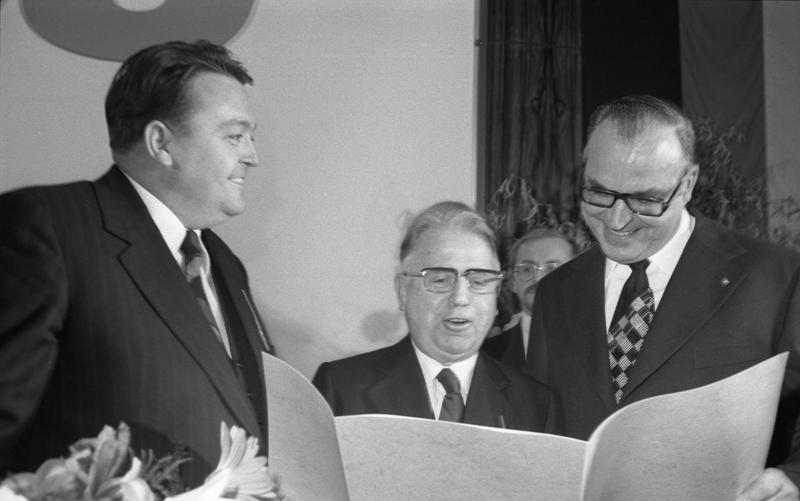
Nau (Mitte) gratuliert der CDU, Holger Börner (links) und Helmut Kohl (rechts), 1975

Alfred Nau (* 21. November 1906 in Barmen, heute Teil von Wuppertal; † 18. Mai 1983 in Bonn) war ein deutscher Politiker (SPD).

## Biografie
Nau war jahrelang eines der wichtigsten Mitglieder für die interne Parteiorganisation und trug erheblich dazu bei, die Friedrich-Ebert-Stiftung nach 1945 zu etablieren. Er war Ehrenpräsident der Sozialistischen Internationale.
Nau trat 1922 der SAJ, der damaligen Jugendorganisation, und 1925 der SPD bei. Der gelernte Versicherungskaufmann kam 1928 als Volontär zum Parteivorstand nach Berlin und wurde 1929 Assistent des Hauptkassierers Konrad Ludwig. Nau floh 1933 in die Tschechoslowakei, kehrte aber bald wieder zurück. Er arbeitete als Bezirksvertreter einer Versicherung und nutzte seine ausgedehnten Reisen, um den Kontakt in einem Widerstandnetzwerk aufrechtzuerhalten. Er wurde deswegen 14-mal von der Gestapo verhaftet und saß 1935/36 14 Monate in Untersuchungshaft, bevor er aus Mangel an Beweisen freigesprochen werden musste. Von 1942 bis 1945 war er Soldat.
1946 wurde Nau als Parteikassierer in den Bundesvorstand der SPD gewählt, ein Amt, das er – später in der Stellung als Schatzmeister – bis 1975 ausübte. Im Juni 1958 wurde er Aufsichtsrat der Konzentration GmbH, einer damals bedeutenden Interessengemeinschaft SPD-eigener Verlags- und Wirtschaftsunternehmen. Er leitete 13 Jahre lang (seit 1970) bis zu seinem Tod die Friedrich-Ebert-Stiftung und setzte sich persönlich maßgeblich dafür ein, das Archiv der sozialen Demokratie zu gründen. Er war Mitglied der Deutschen Angestellten-Gewerkschaft.
Nau wurde auf dem Waldfriedhof in Bonn-Bad Godesberg beigesetzt.
Ehrungen
- Die Marie-Juchacz-Plakette der Arbeiterwohlfahrt wurde ihm 1974 verliehen.